# Іджареті (Адіґені)
Іджареті (груз. იჯარეთი) — село в Грузії.
За даними перепису населення 2014 року в селі проживає 262 особи.